# Trzciniec (gmina Białe Błota)

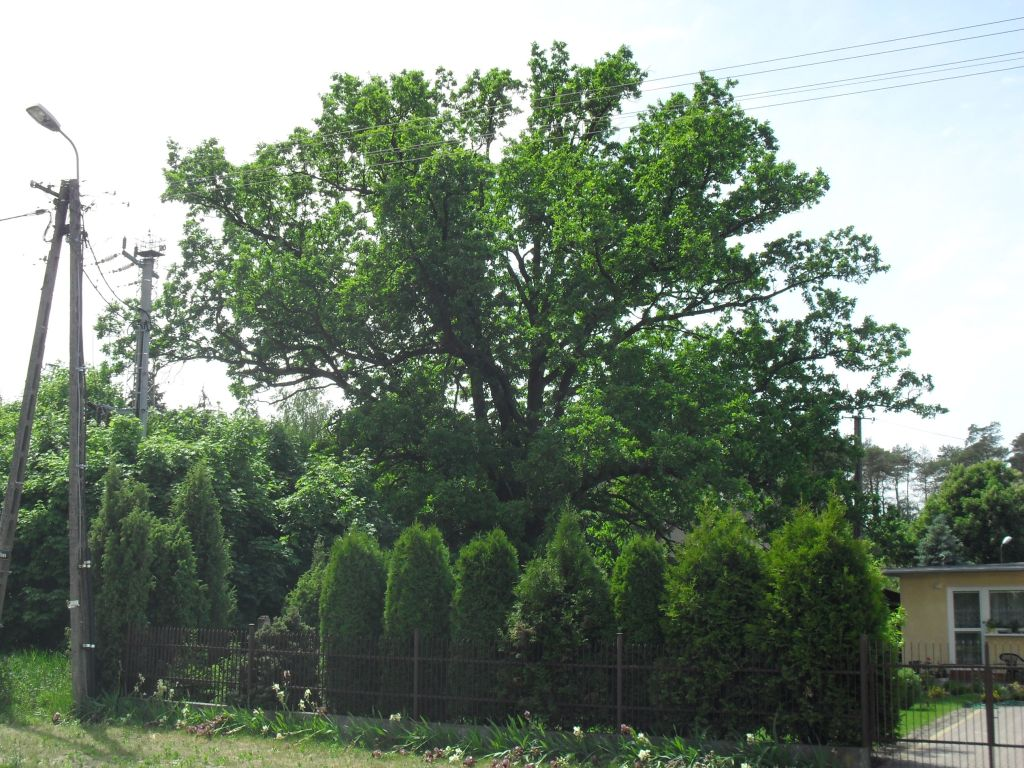
Dąb „Leśnik” – pomnik przyrody

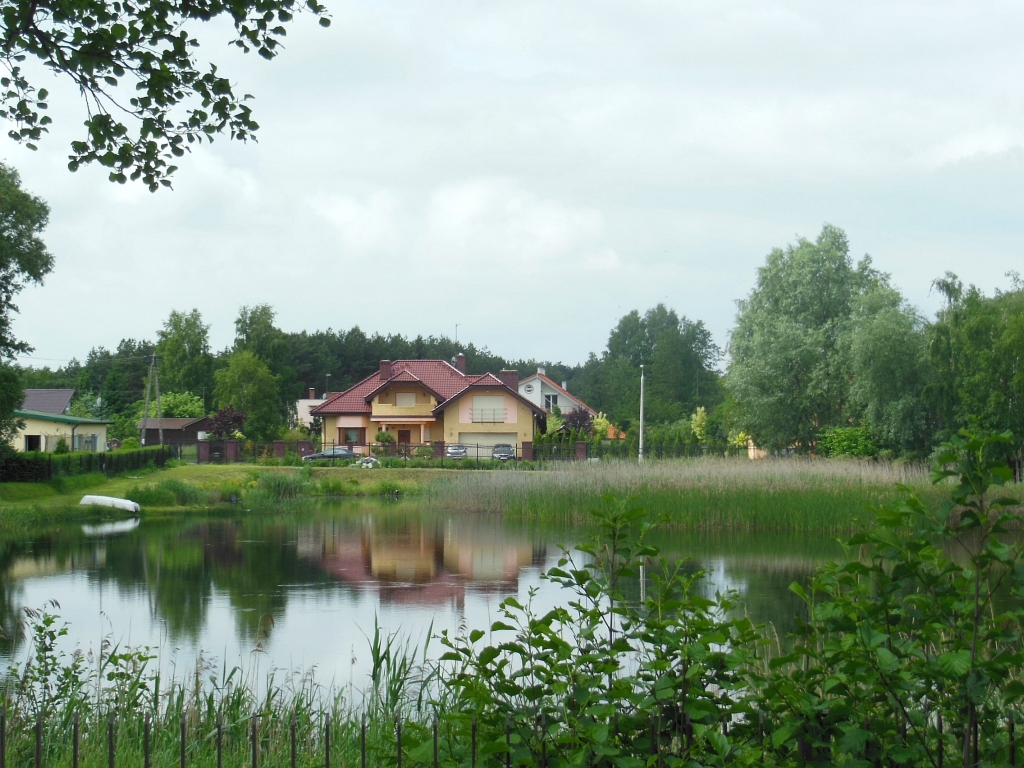
Staw w Trzcińcu

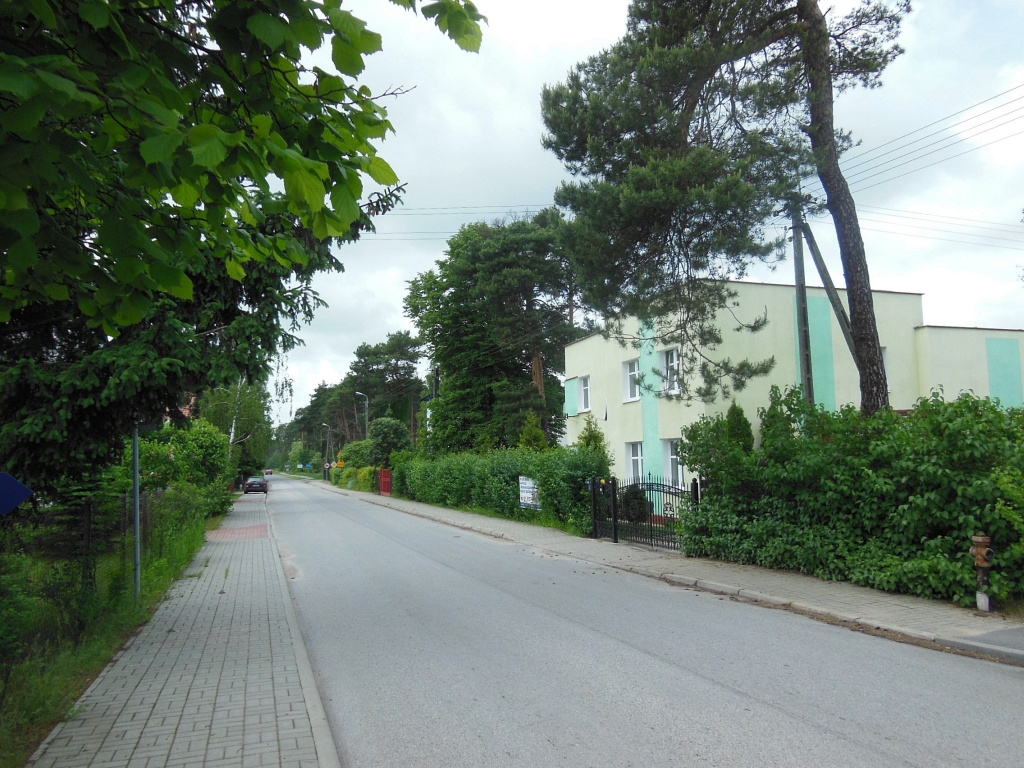
Jedna z ulic osiedlowych

Trzciniec (Trziniec – 1789, niem. Rohrbruch – 1860) – wieś w Polsce, położona w województwie kujawsko-pomorskim, w powiecie bydgoskim, w gminie Białe Błota.

## Podział administracyjny
W latach 1950–1998 miejscowość położona była w województwie bydgoskim.

## Nazwa
Nazwa miejscowości określa położenie jej nad moczarami, bagnami, względnie wodami. Ma to uzasadnienie co do tego, że lokowany w XVIII wieku Trzciniec Stary leżał na zabagnionym terenie, który znajduje się obecnie w północnej części wsi.

## Położenie
Trzciniec znajduje się około 1 km na południowy zachód od granic Bydgoszczy. Pod względem fizycznogeograficznym osiedle leży w obrębie makroregionu Pradolina Toruńsko-Eberswaldzka, w mezoregionie Kotlina Toruńska i mikroregionie Wydmy Puszczy Bydgoskiej (70–71 m n.p.m.). Okoliczne tereny są płaskie, a wydmy śródlądowe w okolicy Trzcińca są stosunkowo niewielkie.
Miejscowość położona jest na południe od Lotniska bydgoskiego na polanie zlokalizowanej w Puszczy Bydgoskiej. Poprzez las od zachodu graniczy z Białymi Błotami, a od południa z Zielonką.

## Charakterystyka
Trzciniec jest wsią sołecką usytuowaną na przy południowo-zachodniej granicy Bydgoszczy, w gminie Białe Błota. Jest to obok Białych Błót miejscowość najbliżej położona do centrum Bydgoszczy, nie włączona jednak w granice administracyjne miasta. Miejscowość ma charakter typowo mieszkaniowy dla osób pracujących w Bydgoszczy lub w miejscowym zakładzie materiałów budowlanych „Silka”. Z uwagi na otoczenie lasem, linią kolejową i lotniskiem nie posiada już rezerw terenowych pod zabudowę.
W Trzcińcu znajduje się stacja kolejowa linii kolejowej nr 131 (Chorzów Batory – Tczew). W północnej części wsi znajduje się staw. Miejscowość jest skomunikowana z ulicą Szubińską.
W Trzcińcu eksploatowane jest udokumentowane złoże piasków kwarcowych „Zielonka-Trzciniec” o powierzchni 3,658 ha i zasobach około 826 tys. m³. Wydobywa się tu surowiec do produkcji cegły wapienno-piaskowej. Ważność koncesji sięga do 2020 roku.
Na terenie wsi zlokalizowany jest nieczynny cmentarz ewangelicki.

### Rekreacja
Zapleczem rekreacyjnym jest Puszcza Bydgoska otaczająca miejscowość ze wszystkich stron. W kierunku wschodnim, w lesie ukryte są obiekty wojskowe. Z Trzcińca na wschód prowadzi poprzez las nasyp dawnej kolei, którą transportowano uzbrojenie lotnicze do magazynów bomb (bomboskładów).
Przez Trzciniec przebiega  szlak turystyczny Powstania Kościuszkowskiego, wiodący do Łabiszyna trasą przemarszu wojsk powstańczych gen. Henryka Dąbrowskiego w 1794 r.

### Ochrona przyrody
Na posesji przy ul. Sarniej 20 rośnie uznany za pomnik przyrody dąb szypułkowy o obwodzie 325 cm o nazwie „Leśnik”.

## Historia
Dzieje Trzcińca wiążą się ściśle z historią miasta Bydgoszczy. W okresie istnienia I Rzeczypospolitej było osadą należącą do miasta, podobnie jak Biedaszkowo, Bocianowo, Białe Błota, Czajcze Błota, Ciele, Miedzyń, Okole, Nowy Dwór, Szwederowo, Goryczkowo, Wilczak Wielki i Mały, Murowaniec, Rupienica, Wilcze, Koziłaszka oraz Wilcze Gardło.
W 1764 r. bydgoska Rada Miejska wydzierżawiła na okres 40 lat grunt koło błota Trzeceniec osadnikom olęderskim Mariannie i Hertmanowi Dreyftom. Osada ta położona była na północ od obecnej wsi, na wschodnim krańcu Białych Błót i zwana Trzcińcem Starym (Alt Trziniec – 1789, Rohrbruch Alt – 1860). W 1772 r. rada miejska wydzierżawiła kolejny grunt na prawie olęderskim Katarzynie i Jędrzejowi Ryjzom. Osada ta zwana Trzcińcem Nowym (Trziniec – 1789, Rohrbruch Neu – 1860) położona była w obrębie obecnej wsi, na południowym jej krańcu. Pośrodku, między oboma gospodarstwami znajdował się zabagniony obszar (obecnie łąka ze stawem).
Spis miejscowości rejencji bydgoskiej z 1833 r. podaje, że w Trzcińcu Starym mieszkało 18 osób (wszyscy ewangelicy) w 2 domach. Natomiast w Trzcińcu Nowym mieszkały 22 osoby (wszyscy ewangelicy) w 3 domach. Według opisu Jana Nepomucena Bobrowicza z 1846 r. posiadłości Trzciniec Stary i Nowy należały do majątku Białebłoto należącego do miasta Bydgoszczy. Kolejny spis z 1860 r. podaje, że w Trzcińcu Starym mieszkało 38 osób (37 ewangelików, 1 katolik) w 3 domach, a w Trzcińcu Nowym – 24 ewangelików w 4 domach. Dzieci z Trzcińca Starego uczęszczały do szkoły w Cielu, a z Trzcińca Nowego – do szkoły w Zielonce. Miejscowość należała do parafii katolickiej i ewangelickiej w Bydgoszczy.
Do końca XIX wieku Trzciniec Stary opustoszał (zachowane pozostałości cmentarza w lesie), a pozostał Trzciniec Nowy nazywany Trzcińcem, obok którego w 1872 r. wybudowano stację kolejową na linii wiodącej do Inowrocławia. W 1885 r. miejscowość zamieszkiwana była przez 41 osób w 6 domach. W 1921 r. występują: leśnictwo i stacja kolejowa Trzciniec, liczące w sumie 12 budynków i 61 mieszkańców.
Do II wojny światowej Trzciniec połączony był drogą z folwarkiem Biedaszkowo i dalej w kierunku północnym z centrum miasta. Z drugiej strony droga ta wiodła przez las do Ciela i Zielonki. Po 1945 r. wskutek rozwoju lotniska i związanej z tym budowy pasów startowych, drogę w kierunku Bydgoszczy odcięto.
W latach 60. zbudowano w Trzcińcu zakład materiałów budowlanych należący do Cegielni Bydgoskich. Komunikacyjnie obsługiwała go magistrala kolejowa Bydgoszcz – Inowrocław. W latach 70. planowano budowę bocznicy od tej magistrali do Przyłęk, gdzie planowane były nowe obiekty składowo-przemysłowe.
Po II wojnie światowej rozważano włączenie Trzcińca wraz z Białymi Błotami do Bydgoszczy. W planie ogólnym zagospodarowania przestrzennego Bydgoszczy, uchwalonym w 1964 r., w którym podzielono miasto na nowe jednostki urbanistyczne i wskazano zasady rozwoju miasta na następne 20 lat – w sferze zainteresowań znalazła się także jednostka urbanistyczna Białe Błota o obszarze 380 ha o zaludnieniu 1,1 tys. osób, przewidywana do zespolenia z Bydgoszczą. W planie przeznaczono ją do zabudowy jednorodzinnej. W kolejnych latach za priorytetowe uznano jednak wschodnie i północne rejony miasta.
Mimo że Trzcińca nie włączono do terytorium administracyjnego miasta, rozwijało się tu intensywnie budownictwo jednorodzinne, zwłaszcza w latach 60. i 70. W okresie 1970–1997 ludność Trzcińca niewiele się zmieniła: z 401 do 419 osób, gdyż teren był już mocno zabudowany. Po 2000 roku na terenie Trzcińca wyczerpane zostały wolne tereny pod zabudowę.

## Statystyka
Poniżej podano wybrane informacje statystyczne dotyczące wsi Trzciniec na podstawie Banku Danych Lokalnych GUS.
Narodowy Spis Powszechny 2002 wykazał, że we wsi Trzciniec mieszkało 457 osób w 173 gospodarstwach domowych. 15% populacji posiadało wykształcenie wyższe, a 33% – średnie. We wsi znajdowało się 99 budynków ze 140 mieszkaniami. 16% mieszkań pochodziło sprzed 1945 roku, zaś 13% wzniesiono w latach 1989-2002. Najwięcej mieszkań w Trzcińcu wzniesiono w latach PRL. Z tego w okresie 1945-1970 wzniesiono 64 mieszkań, a w 1970-1988 dalsze 41 domów.
Narodowy Spis Powszechny 2011 odnotował 483 mieszkańców Trzcińca. W 2013 r. działalność gospodarczą prowadziło 91 podmiotów, w tym 73 osób fizycznych, 18 osób prawnych, 5 spółek handlowych (w tym 2 z udziałem kapitału zagranicznego). Dominowały małe przedsiębiorstwa (0-9 osób). Tylko 2 przedsiębiorstwa zatrudniały powyżej 10 osób.
W latach 2008–2013 oddano do użytku 9 mieszkań – wszystkie w budownictwie indywidualnym. Stanowiło to zaledwie 0,6% nowych mieszkań wzniesionych w tym czasie w całej gminie.